# Carol J. Adams
Carol J. Adams (ur. 10 maja 1951 w Nowym Jorku) – amerykańska eseistka, aktywistka, ekofeministka, jedna z czołowych postaci współczesnego ruchu na rzecz praw zwierząt.
Studiowała na Uniwersytecie Rochesterskim, a następnie na Uniwersytecie Yale, gdzie w 1976 uzyskała tytuł magistra teologii. W latach 70. wspólnie z mężem prowadziła jedną z pierwszych w Nowym Jorku infolinii dla maltretowanych kobiet. Opublikowała kilkanaście książek na temat weganizmu, wegetarianizmu, praw zwierząt, przemocy domowej, wykorzystywania seksualnego oraz opresji intersekcjonalnej. W tym m.in. głośne dzieła: The Sexual Politics of Meat. A Feminist-Vegetarian Critical Theory (1990) i The Pornography of Meat (2004). Od lat działa na rzecz sprawiedliwości społecznej, zapobiegania rasizmowi, ksenofobii i eksploatacji zwierząt.

## Książki wydane w Polsce
- Polityka seksualna mięsa. Feministyczno-wegetariańska teoria krytyczna, przeł. Michał Stefański, Oficyna 21, 2022. ISBN 978-83-955763-3-1.